# جایزه آریل

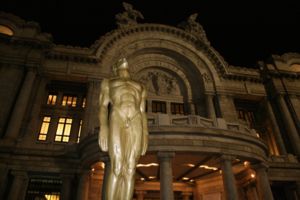
جایزه ی اریل، مکزیک.

آریل جایزهٔ آکادمی فیلم مکزیک است. این جایزهٔ سالانه در سال ۱۹۴۷ پایه‌گذاری شده و به عنوان معتبرترین جایزه در صنعت سینمای مکزیک شناخته می‌شود. این جایزهٔ در رشته‌های مختلفی مثل بازیگری، کارگردانی و فیلم نامه‌نویسی به برگزیدگان تعلق می‌گیرد.
به گزارش فیلسین به نقل از هالیوود ریپورتر، فیلم «روما» ساخته آلفونسو کوارون پس از کسب دستاوردهای مهم جهانی موفق به کسب جوایز ملی مکزیک هم شد. این فیلم که به نوعی یک فیلم زندگینامه‌ای از زندگی خود کوارون از دوران بچگی‌اش است، موفق شد تا ۱۰ جایزه از جوایز آریل مکزیک را شب پیش (دوشنبه) از آن خود کند.
گرچه خود کوارون نتوانست در این مراسم که در مکزیکوسیتی برگزار شد شرکت کند اما با یک پیام ویدیویی از حضار تشکر کرد.
وی گفت از اینکه به آن جامعه تعلق دارد احساس افتخار و غرور دارد.
فیلم سینمایی «روما» موفق به کسب جوایز بهترین فیلم، بهترین کارگردانی، بهترین فیلمبرداری و فیلمنامه اوریجینال شد.
کوارون از سال ۱۹۹۱ که برای ساخت اولین فیلم بلندش، جایزه آریل را برده بود، دیگر موفق به کسب این جایزه نشده بود.
وی سال ۲۰۰۱ پس از آنکه خواستار شفافیت در روند رای دهی در آکادمی فیلم مکزیک شد، از شرکت دادن فیلم جاده‌ای‌اش در این رقابت خودداری کرده بود.
«روما» امسال جوایز بهترین کارگردانی و بهترین فیلمبرداری و فیلم خارجی زبان را از آکادمی اسکار دریافت کرد و اولین جایزه آکادمی را در بخش خارجی زبان برای مکزیک در تاریخ ثبت کرد.
۲ بازیگر زن این فیلم نیز موفق به کسب جوایز بهترین بازیگر زن نقش اصلی و مکمل از جوایز آریل شدند.
امسال شصت و یکمین دوره اهدای این جوایز ملی سینمای مکزیک بود.